# Barythelphusa cunicularis
Barythelphusa cunicularis е вид десетоного от семейство Gecarcinucidae. Видът не е застрашен от изчезване.

## Разпространение и местообитание
Разпространен е в Индия (Западна Бенгалия, Махаращра и Тамил Наду).
Обитава сладководни басейни, реки и потоци.

## Описание
Популацията на вида е стабилна.